# 科多斯
科多斯，是西班牙阿拉贡自治区萨拉戈萨省的一个市镇。 总面积63平方公里，总人口279人（2001年），人口密度4人/平方公里。